# Manuel Sarabia
Manuel Sarabia López (Abanto-Zierbena, 1957. január 9. –) Európa-bajnoki ezüstérmes spanyol válogatott labdarúgó, edző.

## Pályafutása

### Klubcsapatban
Abanto y Ciérvana-Abanto Zierbenában született, Baszkföldön. 1974 és 1976 között az Athletic Bilbao utánpótláscsapatában, a Bilbao Athleticben játszott. Az első csapatban 1976. szeptember 19-én mutatkozott be egy Málaga elleni bajnokin és összesen tíz szezonon keresztül volt a klub játékosa. Az 1977–78-as szezonban a Barakaldónál szerepelt kölcsönben. A Bilbao színeiben 1983-ban és 1984-ben megnyerte a spanyol bajnokságot. Pályafutása utolsó három évét a Logroñés csapatánál töltötte. 1991-ben, 34 évesen fejezte be az aktív játékot.  

### A válogatottban
1983 és 1985 között 15 alkalommal szerepelt a spanyol válogatottban és 2 gólt szerzett. Egy Hollandia elleni Eb-selejtező alkalmával mutatkozott be 1983. február 16-án, melyet 1–0 arányban megnyertek. Részt vett az 1984-es Európa-bajnokságon, ahol bejutottak a torna döntőjébe, de a házigazda Franciaország ellen 2–0-ás vereséget szenvedtek.

## Sikerei, díjai
Athletic Bilbao
- Spanyol bajnok (2): 1982–83, 1983–84
- Spanyol kupa (1): 1983–84
- Spanyol szuperkupa (1): 1984
- UEFA-kupa döntős (1): 1976–77

Spanyolország
- Európa-bajnoki döntős (1): 1984

## Külső hivatkozások
- Manuel Sarabia adatlapja a National-Football-Teams.com oldalon (angolul)

- Manuel Sarabia (angol nyelven). FootballDatabase.eu
- Manuel Sarabia (angol nyelven). eu-football.info
- Manuel Sarabia (angol, katalán, spanyol nyelven). BDFutbol.com
- Manuel Sarabia adatlapja a worldfootball.net oldalon (angolul)